# Ejército Griego
El Ejército Griego (en griego: Ελληνικός Στρατός, Ellinikós Stratós), formada en 1828, es la fuerza terrestre de Grecia. Junto con la Fuerza Aérea Griega (FAG) y la Armada Griega (AG), forman las Fuerzas Armadas de Grecia. Actualmente, es la rama más grande de los tres. El ejército está encabezada por el jefe del Estado Mayor General del Ejército Griego, que a su vez está bajo el mando del Estado Mayor de la Defensa Nacional de Grecia.
El lema del Ejército Griego es Ἐλεύθερον τὸ Εὔψυχον (Eleútheron tò Eúpsychon), "La Libertad es la Valentía", de la Historia de la guerra del Peloponeso de Tucídides. El emblema del Ejército Griego es un águila de dos cabezas con un escudo de cruz griega en el centro, que representa los vínculos entre la Grecia moderna, la Iglesia ortodoxa griega y el Imperio bizantino.
El Ejército Griego, además de ser el mayor componente que participa en ella, también está liderando el Grupo de Batalla de los Balcanes (también conocida como "HELBROC" (un acrónimo de HELlas, Bulgaria, ROmania y Cyprus)), que es la formación militar más grande de la OTAN en el sudeste de Europa.

## Misión
Las principales misiones del Ejército Griego son la defensa de la independencia y la integridad del Estado, la protección del territorio nacional, y la contribución decisiva a la consecución de los objetivos de la política del país.
Durante tiempos de paz, el Ejército tiene los siguientes objetivos principales:
- El mantenimiento de una alta disponibilidad operacional para la prevención y el enfrentamiento eficaz de los peligros y amenazas, así como la garantía de capacidad de respuesta rápida.
- La contribución a la seguridad internacional y la paz.
- La contribución a las actividades de ayuda social y el apoyo de los servicios del estado para el enfrentamiento de situaciones de emergencia.

### Historia temprana: siglo XIX

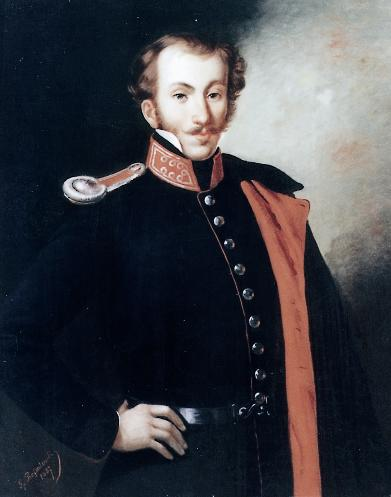
Dimitrios Ipsilantis era comandante de las fuerzas griegas tácticas durante la Batalla de Petra, la batalla final de la Guerra de independencia griega.

## Estructura

### Estado Mayor General
- Estado Mayor de la Defensa Nacional de Grecia
  - Estado Mayor General del Ejército Griego
Γενικό Επιτελείο Στρατού (ΓΕΣ)
    - Jefe del Estado Mayor del Ejército
Αρχηγός ΓΕΣ
    - Inspector General del Ejército
Γενικός Επιθεωρητής Στρατού / Διοικητής ΔΙΔΟΕΕ
    - Primer Jefe Adjunto del Estado Mayor del Ejército
A' Υπαρχηγός ΓΕΣ
    - Segundo Jefe Adjunto del Estado Mayor del Ejército
Β' Υπαρχηγός ΓΕΣ

### Brazos de combate y de soporte
- La mayoría de las brazos de combate son llamados "Brazos" (Όπλον). Este término se refiere a los elementos del ejército que, más o menos, tienen participación directa en el combate.
- A la mayoría de las ramas de soporte se les llama "Cuerpo" (Σώμα), con algunas excepciones.

## Unidades y formaciones del Ejército
Después de una importante reorganización que se ha producido en la última década, que incluyó la transformación de la mayoría de las formaciones de Infantería Mecanizada en brigadas y una reducción paralela de personal, el alto mando del Ejército Griego es el Estado Mayor General del Ejército.
Hay cuatro principales órdenes militares que supervisan todas las unidades del ejército:
- Primer Ejército, con sede en Larisa, que incluye al I y IV Cuerpo de Ejército, responsable de la defensa de las fronteras al norte y del este.
- Comando Militar Supremo del Interior y de las Islas, con sede en Atenas, con la misión de dar cobertura a las islas del Mar Egeo.
- Mando Supremo de Apoyo Militar, encargado de emprender diversas tareas de organización y logística.
- Cuerpos Desplegables de la OTAN, con sede en Salónica, Macedonia.

Aunque todavía existen divisiones, teniendo el papel de los comandos hacia adelante, el ejército se organiza principalmente en brigadas, que siguen los estándares típicos de la OTAN que consisten en cinco batallones, tres de maniobra, uno de artillería, uno de apoyo y algunas otras formaciones de tampaño de compañías. De acuerdo con los últimos avances, hasta el año 2015, todas las divisiones activas se disolverán, pero todas las brigadas adquirirán un batallón más de maniobra, lo que elimina en gran parte la distinción entre las formaciones mecanizadas y acorazadas, creando así un nuevo tipo brigada, que llevará el nombre Brigada de Ataque.

## Personal

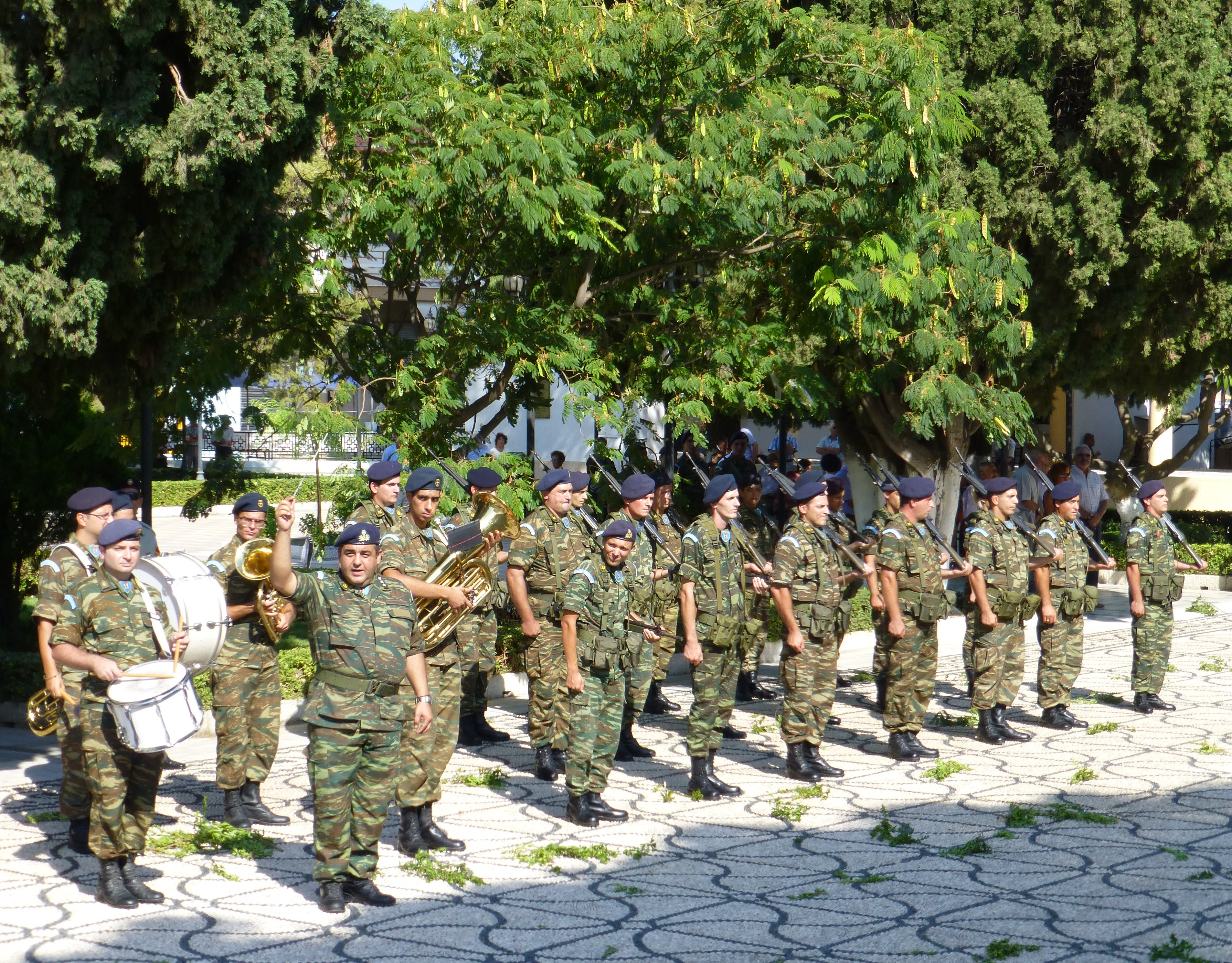
Banda militar.

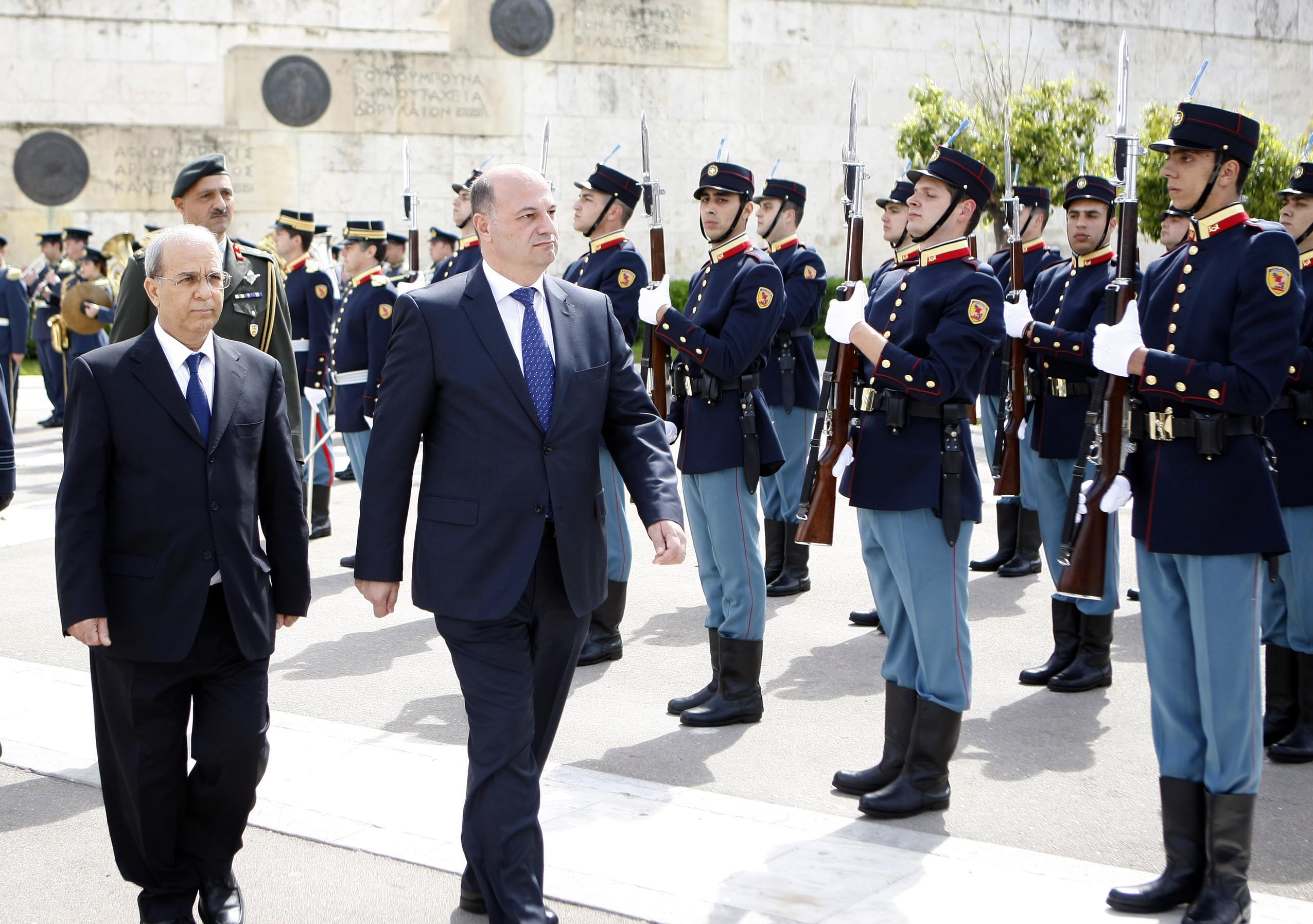
Guardia de honor.

Hay tres clases de personal en el Ejército Griego, divididos en profesionales, voluntarios y conscriptos. Actualmente hay 90.000 personal en servicio activo, de los cuales 30.000 son reclutados. A partir de 2012, la República Griega tiene servicio militar obligatorio (conscripción) de 9 meses para todos los varones entre las edades de 18 y 45. Los ciudadanos dados de alta en el servicio activo se colocan normalmente en la reserva y están sujetos a retiradas periódicas de 1-10 días a intervalos irregulares. Los varones griegos entre la edad de 18 y 60 años que viven en zonas estratégicamente sensibles también pueden ser obligados a servir a tiempo parcial en la Guardia Nacional. Durante una movilización la cantidad de reclutas puede exceder de 180.000.
Los conscriptos enlistados y los suboficiales usan insignias de rango especial para diferenciarlos de los voluntarios.
La mayoría de los oficiales profesionales se gradúan de la Academia Militar Evelpidon en Atenas (Στρατιωτική Σχολή Ευελπίδων) y en la  Academia Militar del Cuerpo de Oficiales en Salónica (Στρατιωτική Σχολή Αξιωματικών Σωμάτων), mientras que el resto en posgrados de diversas escuelas militares de acuerdo con su especialización.
En la cadena de mando, los egresados de las dos academias militares en Atenas y Tesalónica se consideran superiores en el orden jerárquico en comparación con los agentes profesionales del mismo valor que se gradúan de las escuelas militares especializadas. Los últimos oficiales siguen en antigüedad por los voluntarios y finalmente el personal conscripto.
Durante la guerra, los batallones del Ejérctio Griego se los ordena ya sea por un oficial de general de división de alto rango general o, si es una misión de combate, por otro estado que de acuerdo con el Estado griego será comandado por una clasificación general de los suyos.

## Equipamiento

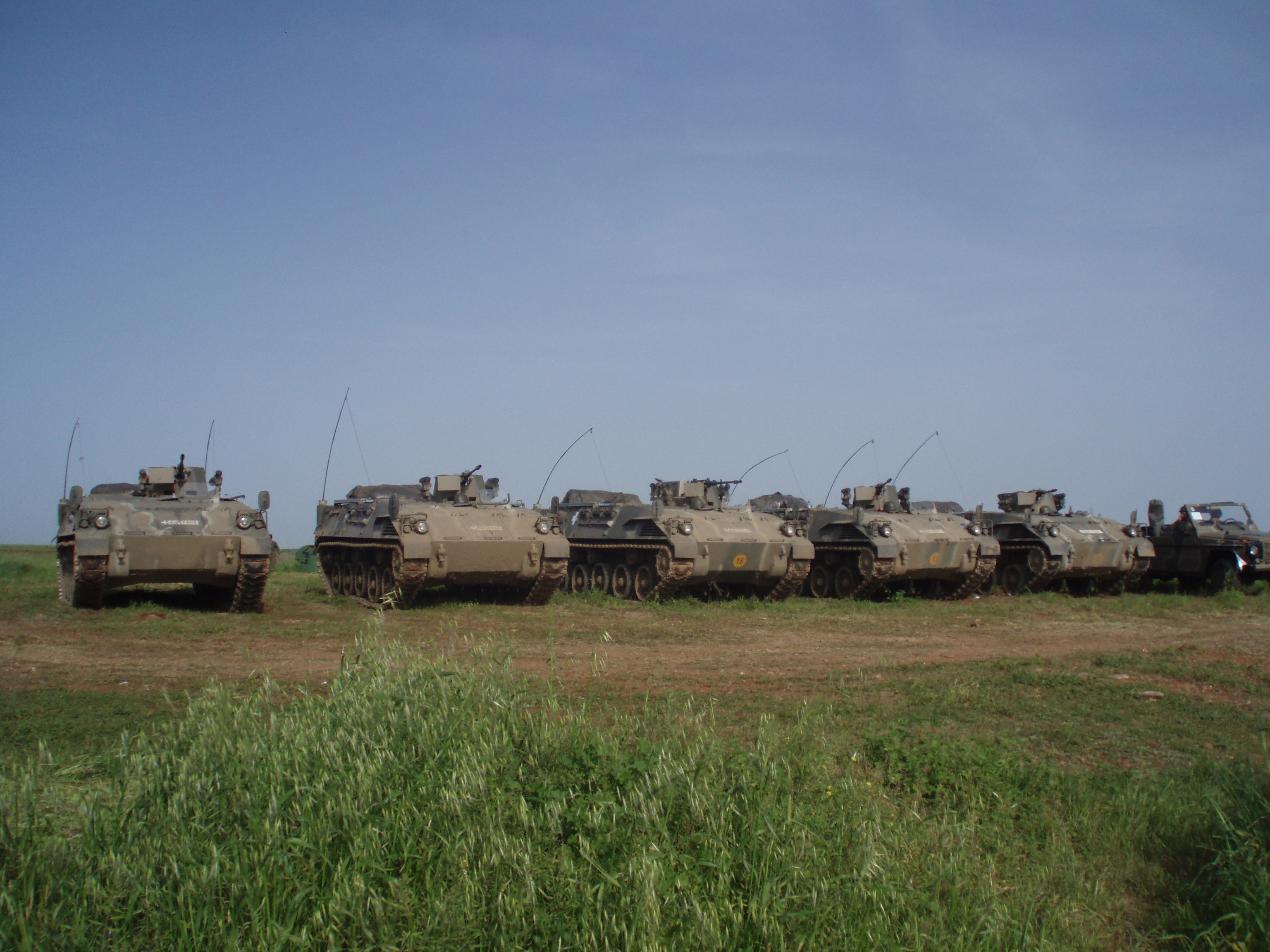
ELVO Leonidas-2

El equipo pesado y el armamento del Ejército Griego es en su mayoría de fabricación extranjera, especialmente de proveedores de Estados Unidos, Alemania, Francia, Reino Unido y Rusia. Una excepción notable es el transporte blindado de personal Leonidas que fue construido por la Industria Helénica Fabricante de Vehículos ELVO.
Los equipamientos van desde el inventario de armas y demás equipos obsoletos de la Guerra Fría; estos poco a poco están siendo retirados.

## Uniformes y rangos
La estructura de las rangos del Ejército Griego tiene sus raíces en las tradiciones militares británicas y sigue la escala de rangos estándar de la OTAN. El rango de Stratarchis (Στρατάρχης, equivalente al mariscal de campo o General del Ejército), sin embargo, se ha utilizado históricamente, pero ya no existe. Fue entregado por primera vez al rey Constantino I, por su liderazgo en las guerras de los Balcanes. El rango fue asumido posteriormente por sus sucesores al momento de la adhesión, hasta la abolición de la monarquía. El único oficial regular que fue galardonado con ese rango fue el general Alexander Papagos el 28 de octubre de 1949.

## Galería

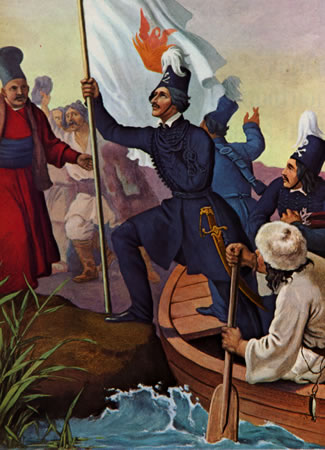
Aléxandros Ipsilantis cruza el Pruth, durante la Guerra de independencia de Grecia. Pintada por Peter von Hess.
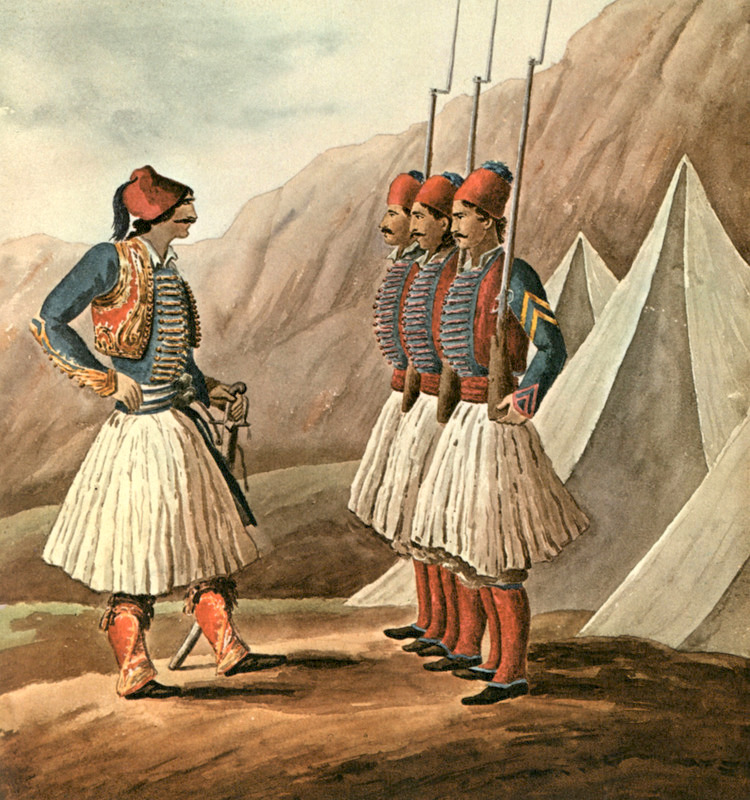
Los miembros de las formaciones regularizadas "Typikon", 1830.
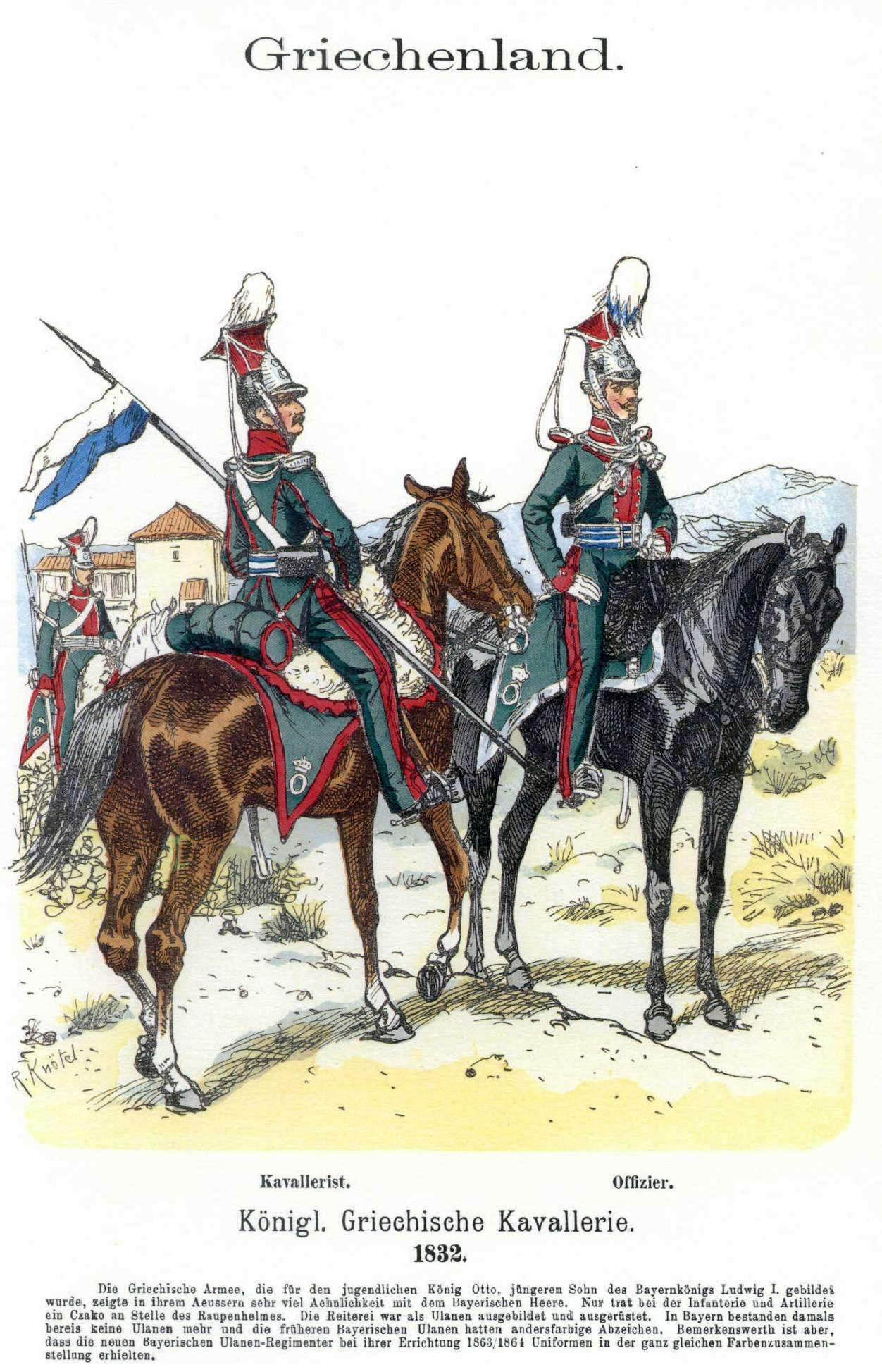
Soldados de caballería (lanceros) de 1832.
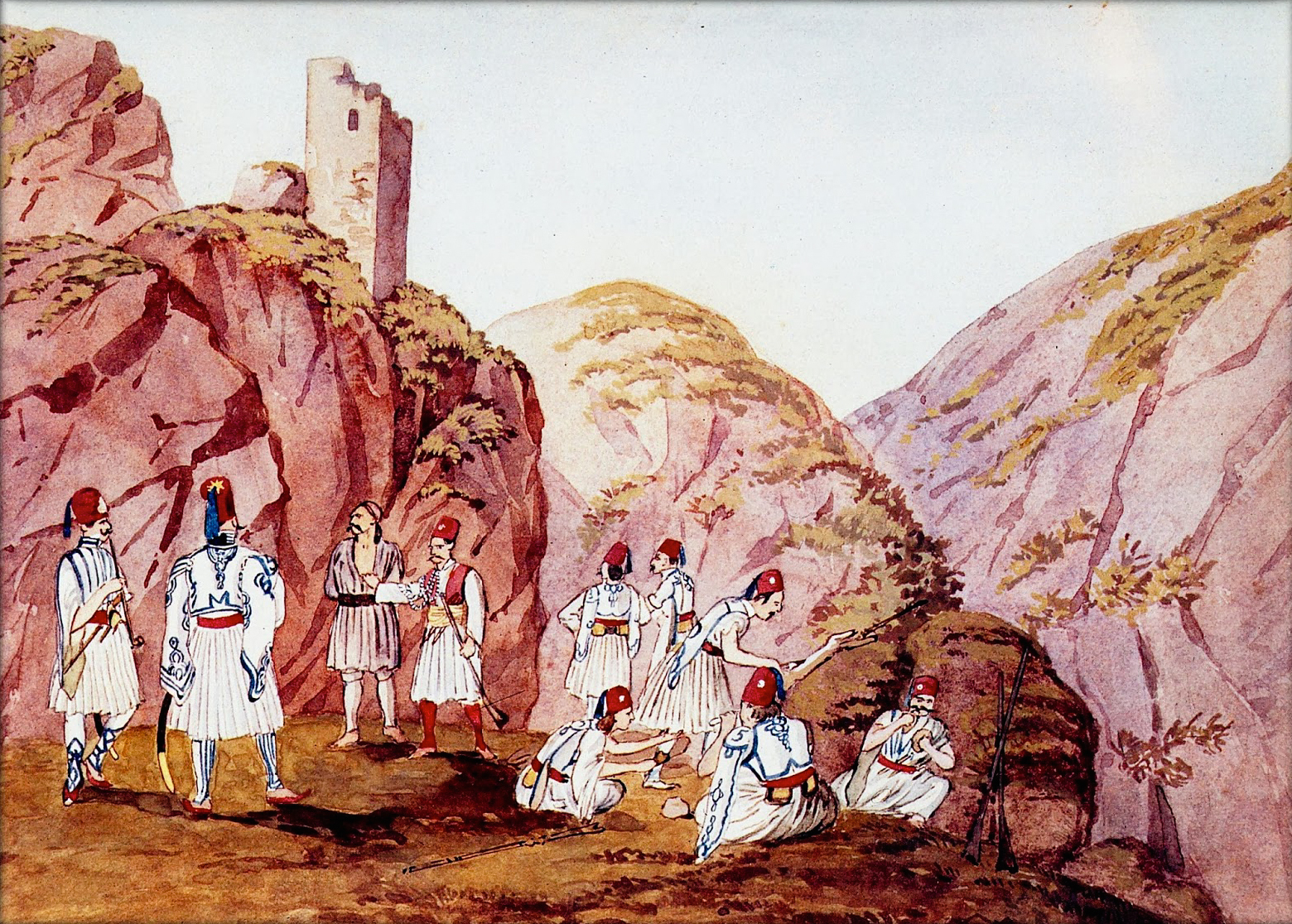
Tropas de la Guardia de Montaña, del siglo 1830.
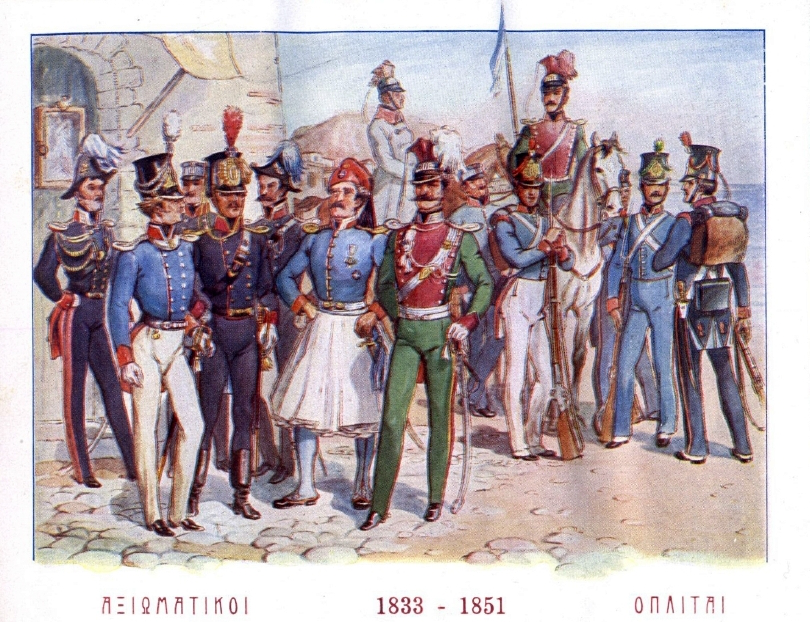
Uniformes del ejército griego en el primer período del reinado del rey Otón.
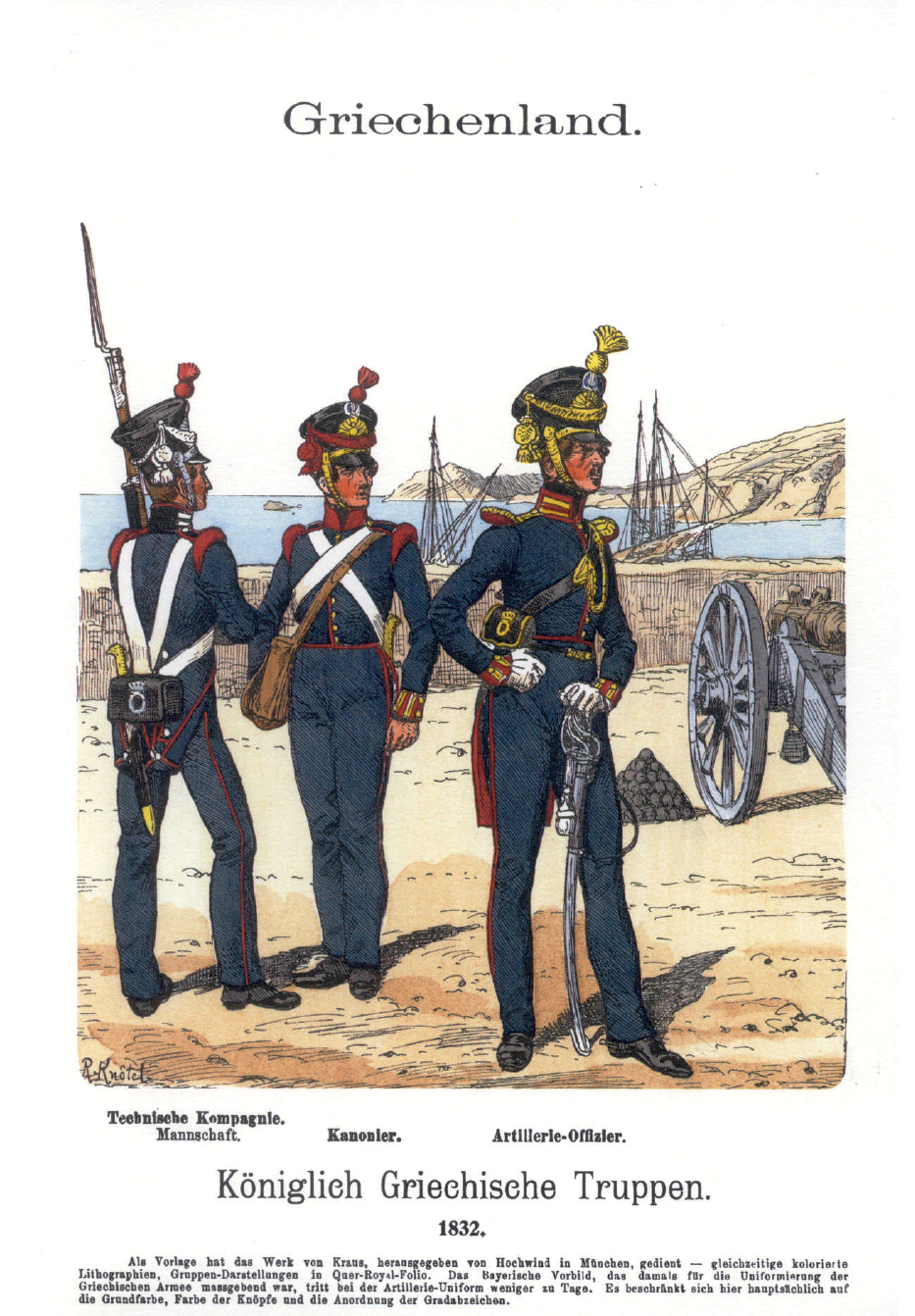
Los artilleros durante los primeros años del rey Otón.
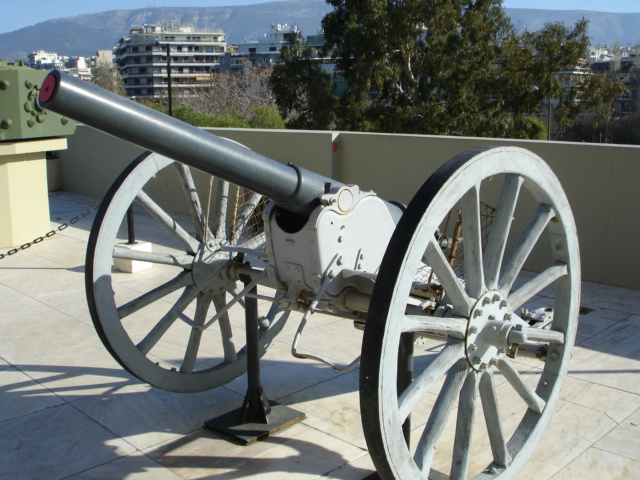
Cañón de campaña preservada de 1897.
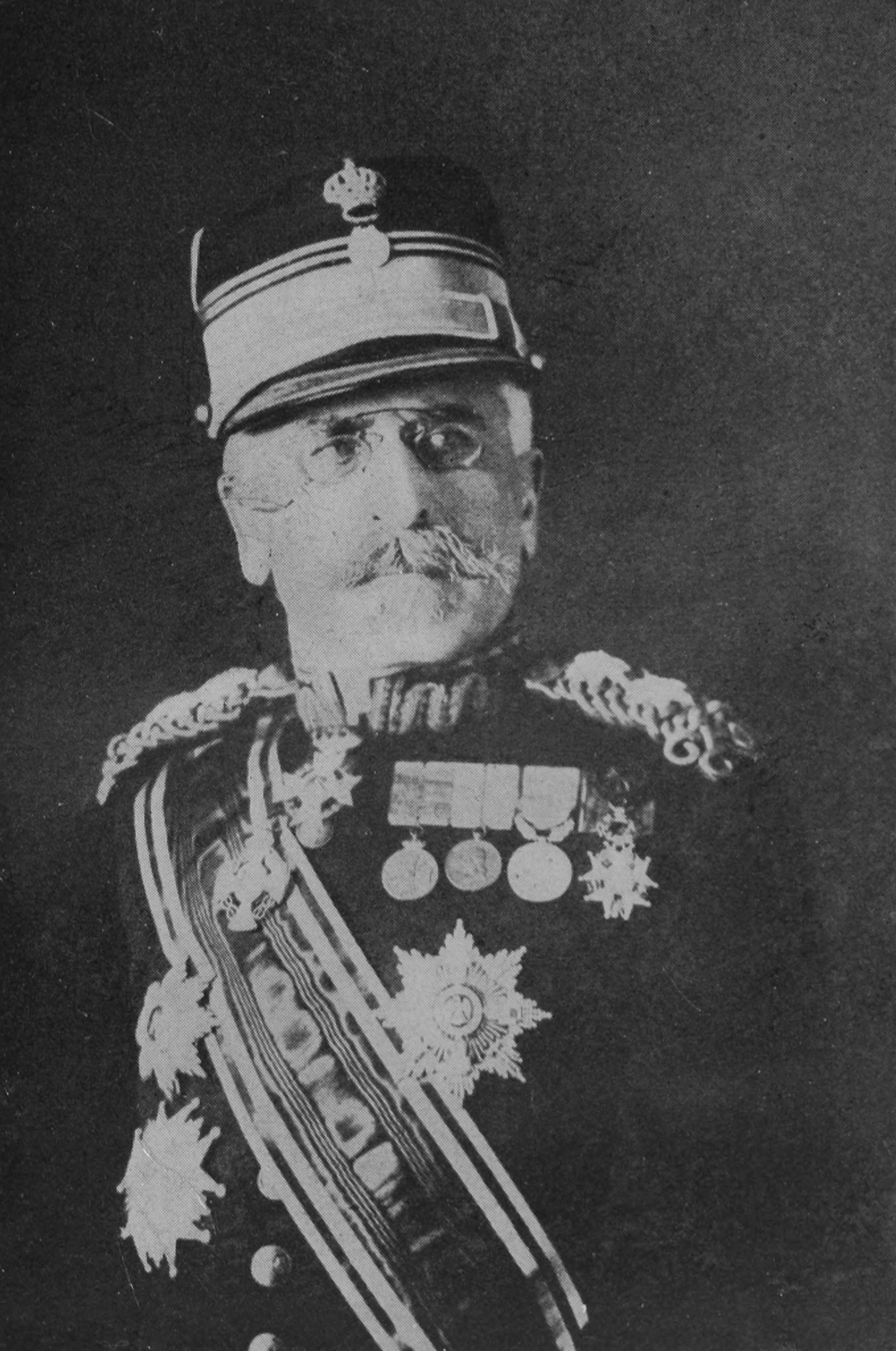
General Panagiotis Danglis.
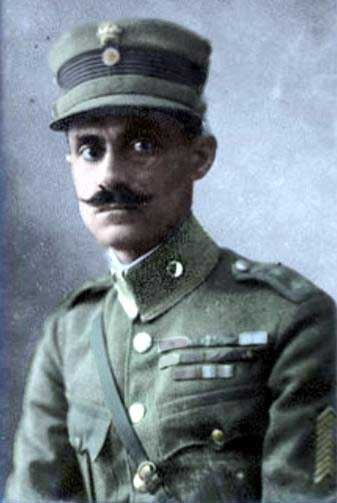
General y más tarde PM de Grecia Nikolaos Plastiras.
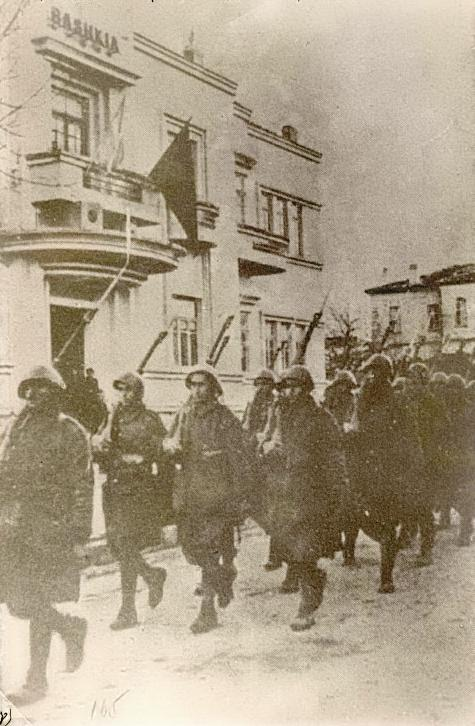
Soldados griegos marchan en Korce durante la Segunda Guerra Mundial.
Cargando el rifle sin retroceso M40, infantería griega.
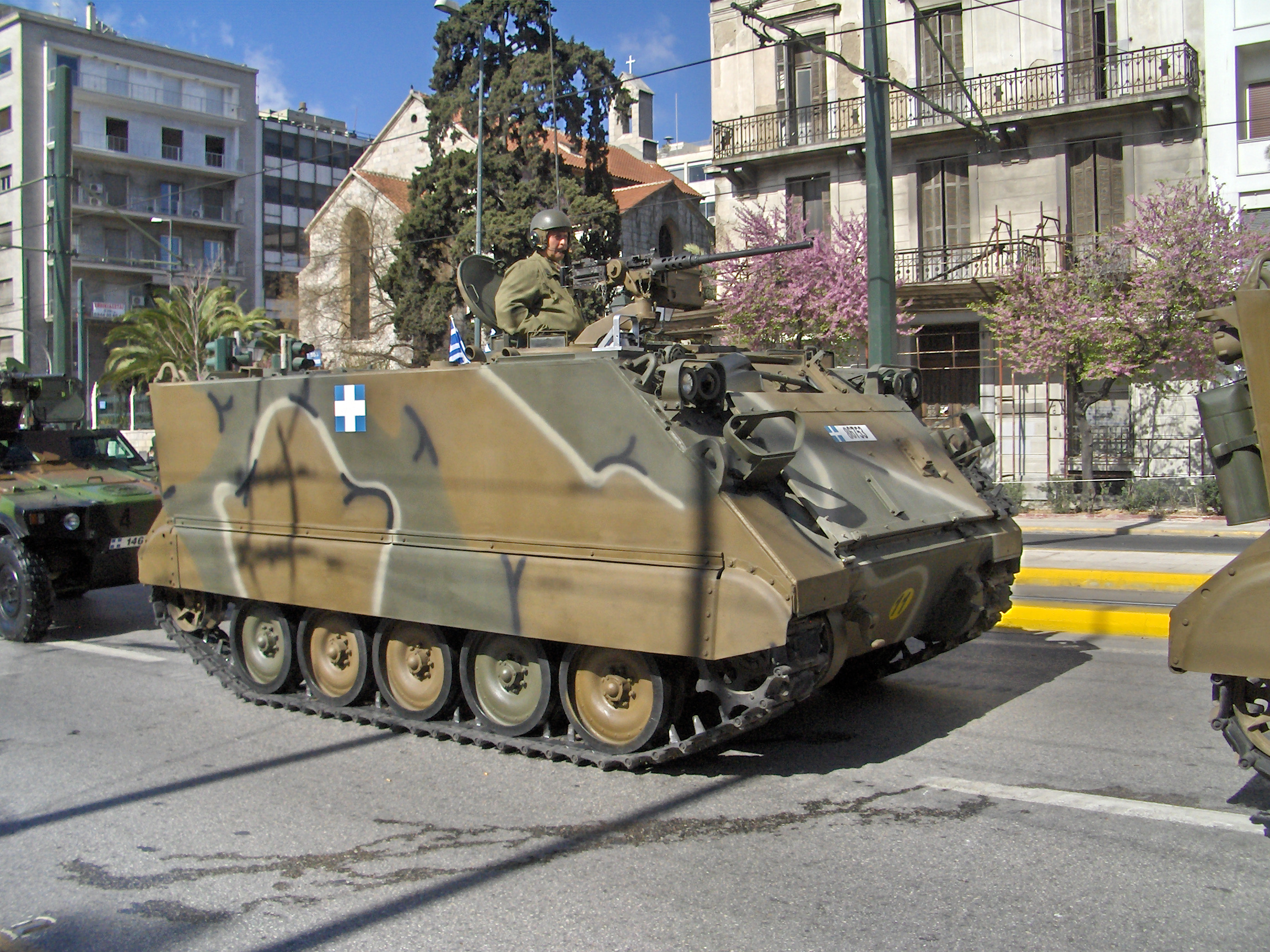
Transporte blindado de personal M113.
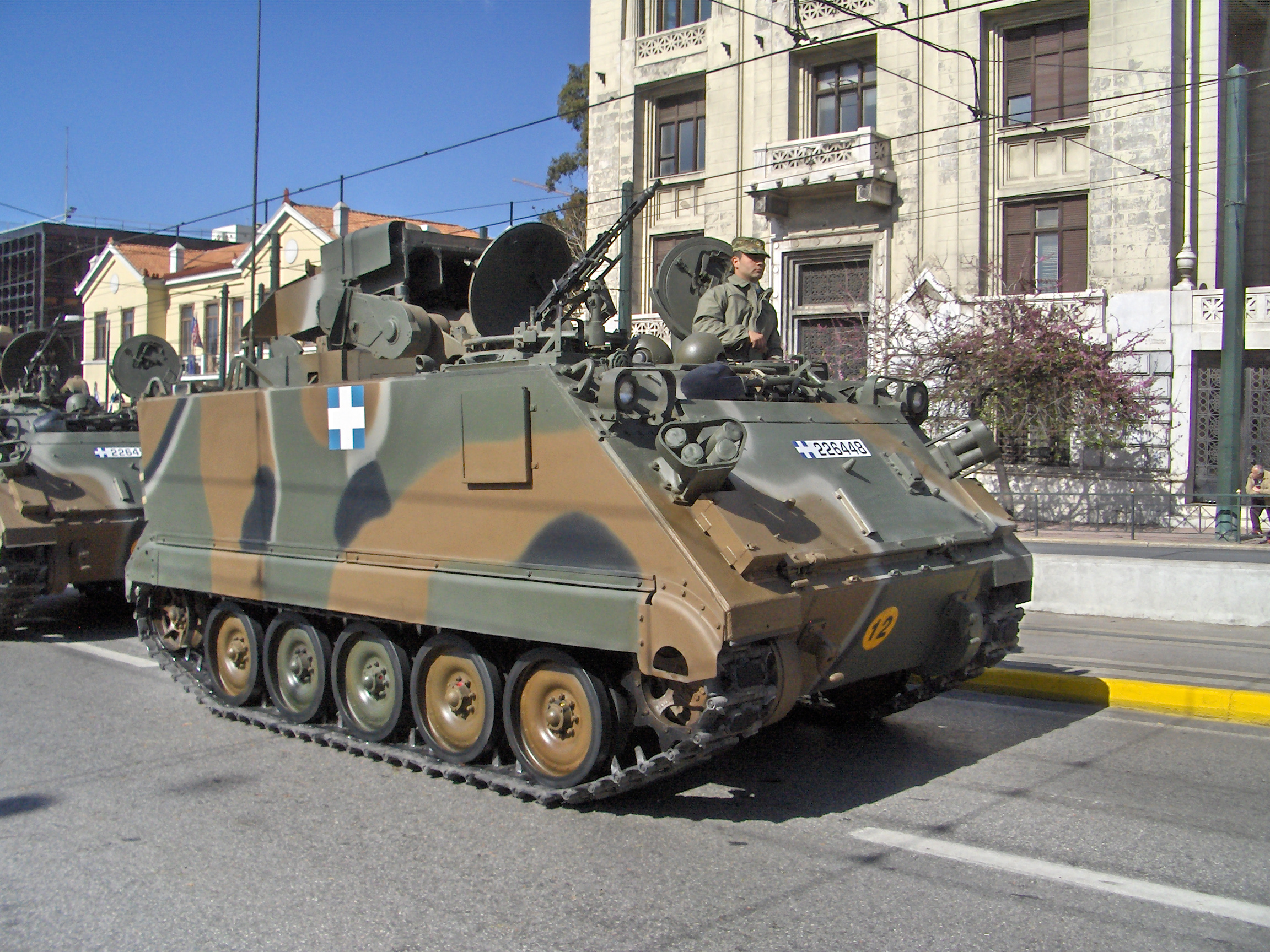
M901 ITV (Mejora de la remolque del vehículo).
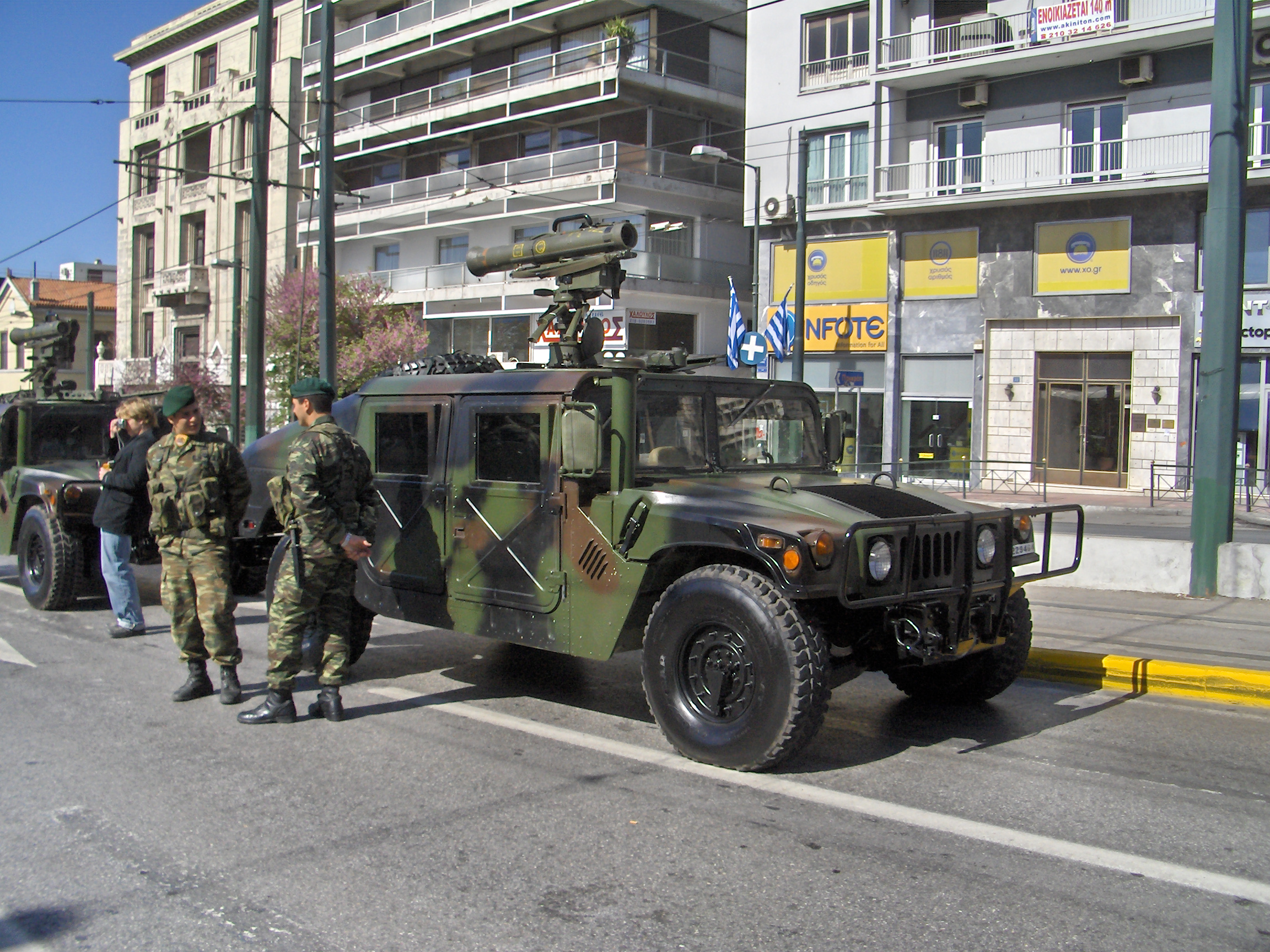
Humvee (HMMWV)
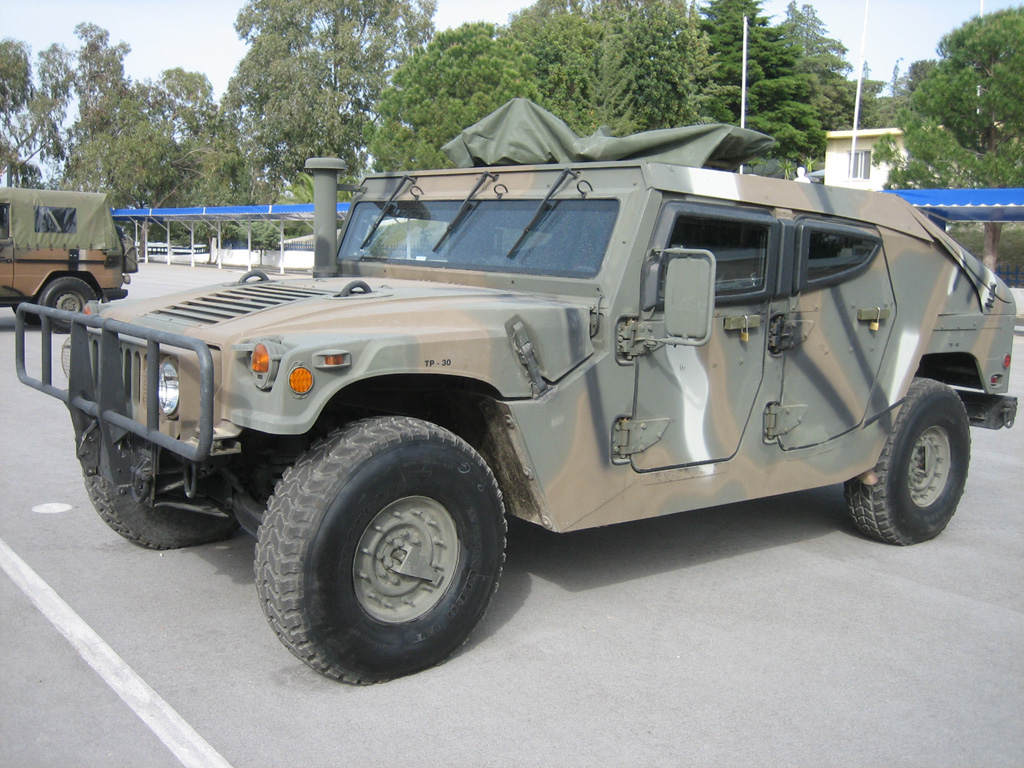
ELVO Humvee.
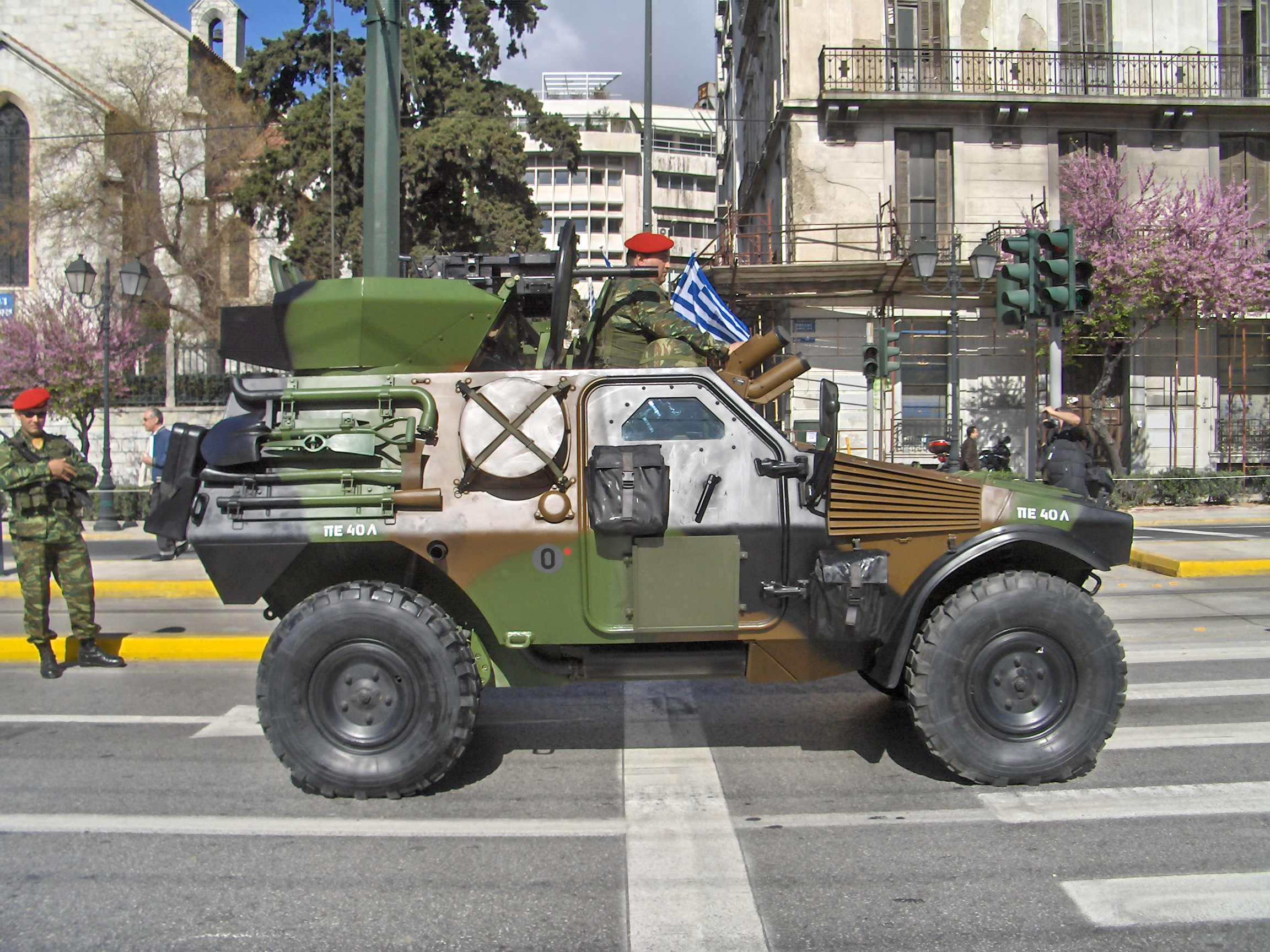
Panhard VBL.
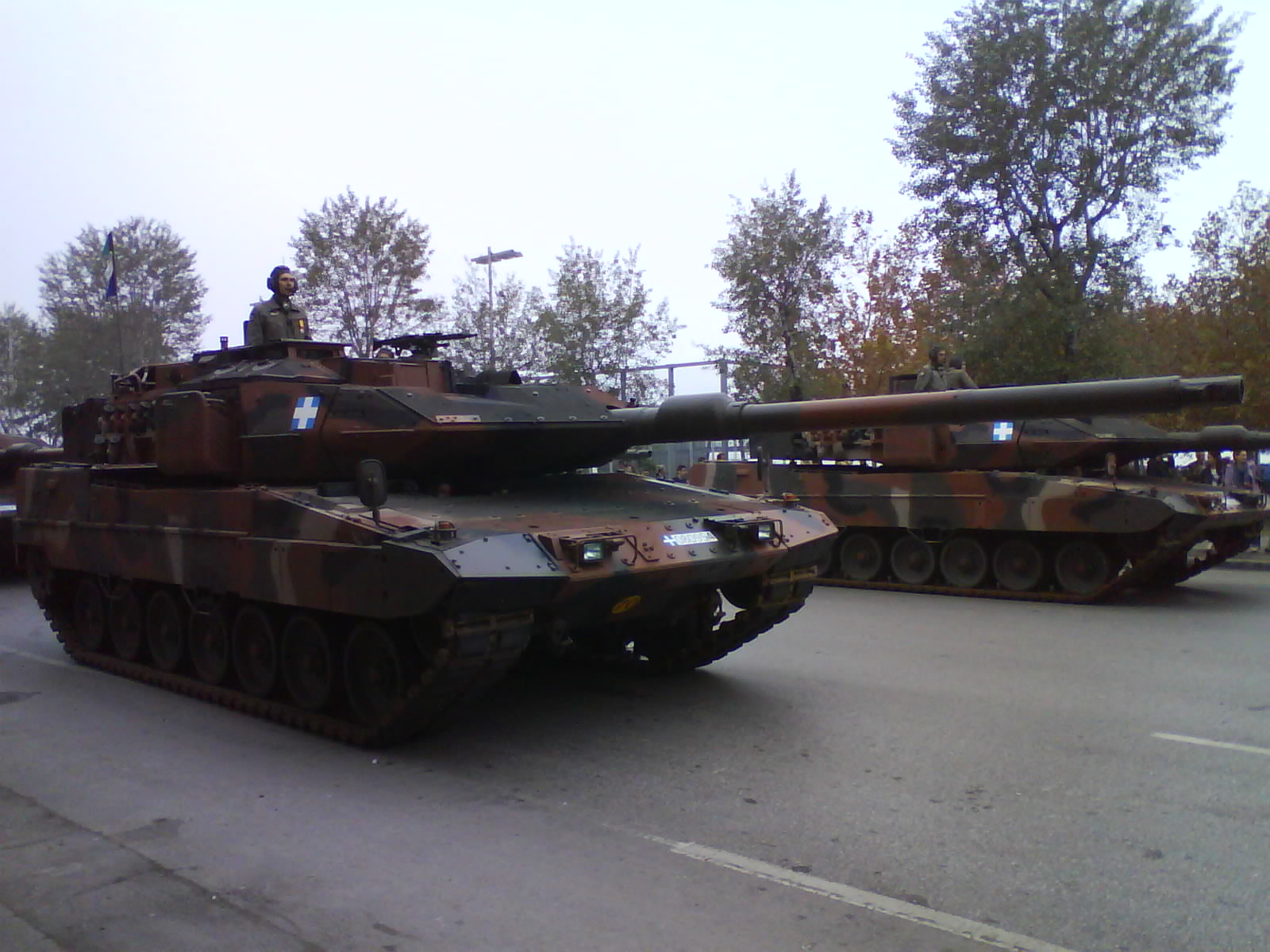
Leopard 2A6 HEL.
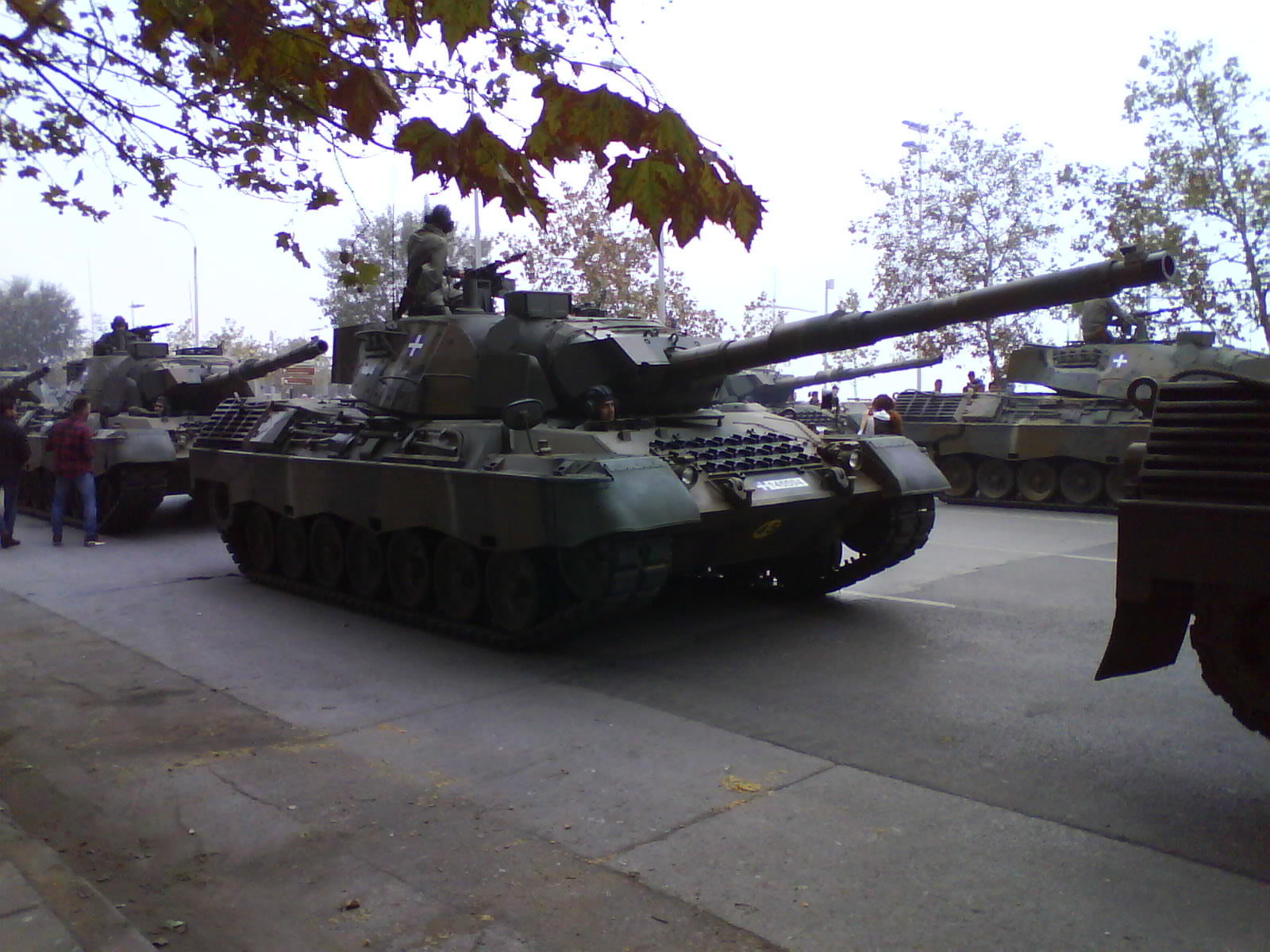
Leopard 1A5.
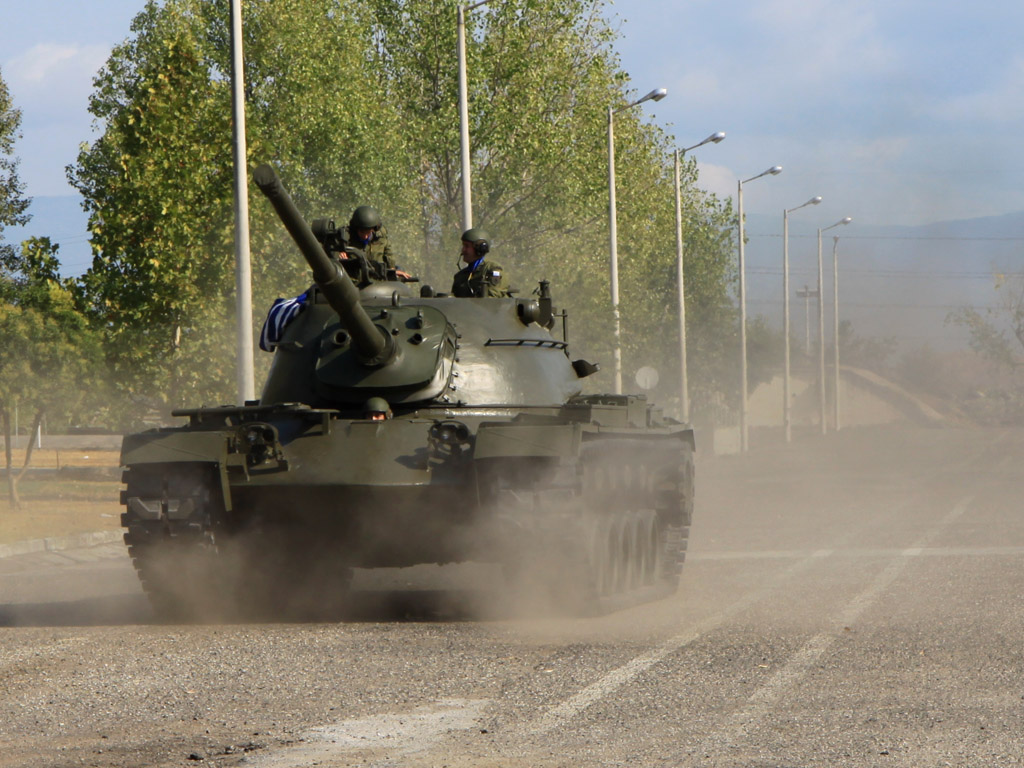
M48 Patton.
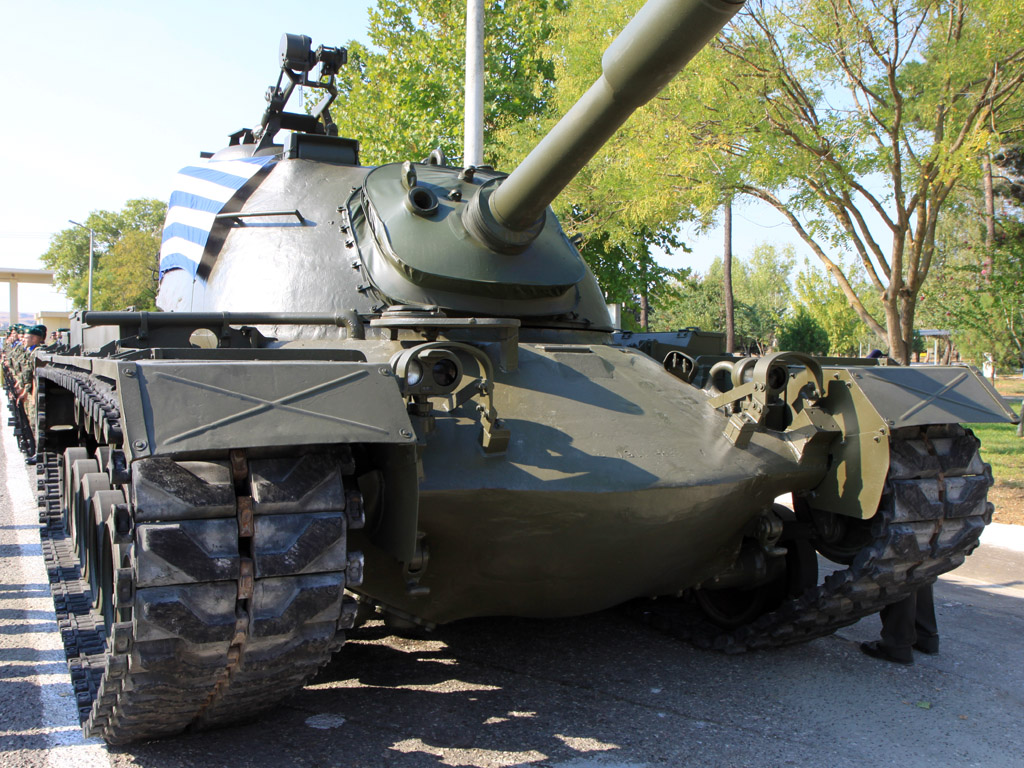
M48A5 MOLF.
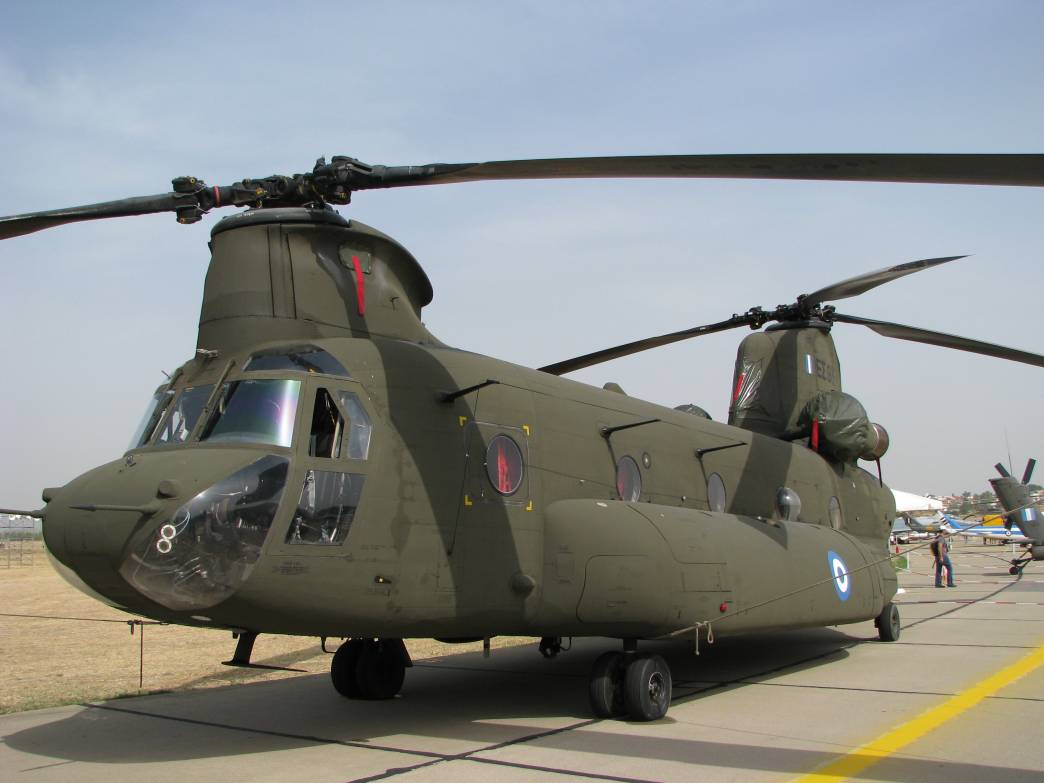
Helicóptero griego de transporte del Ejército de Aviación CH-47 Chinook.
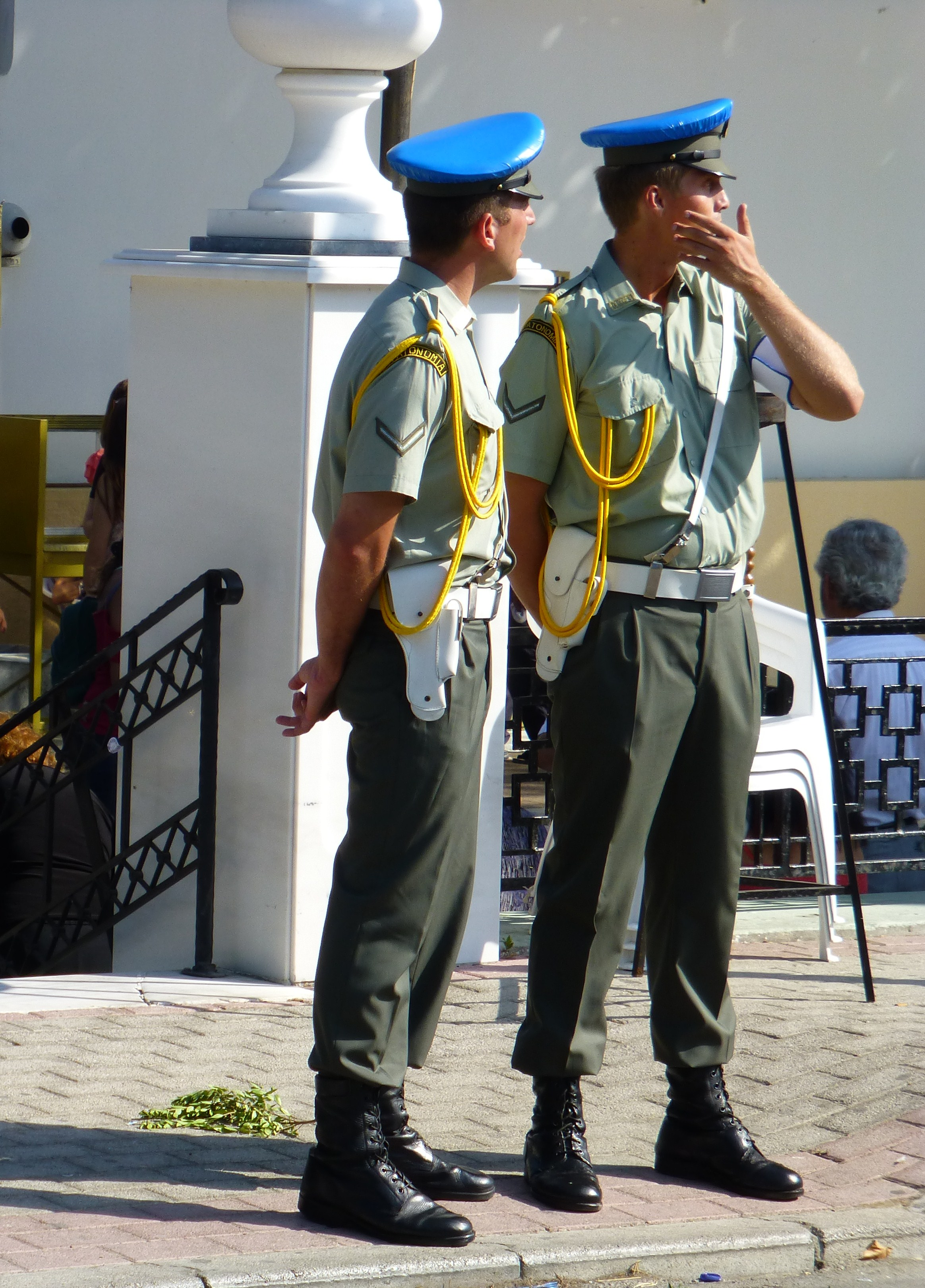
Hombre de la actual Policía Militar Griega (Stratonomia)

### Otras fuentes
- Michalopoulos, Dimitris. "The Evolution of the Greek Army (1828–68)". War and Society in East Central Europe, Vol. XIV, Brooklyn College Press, 1984, pp. 317–330, ISBN 0-88033-043-0 (en inglés)
- Η ιστορία της οργάνωσης του Ελληνικού Στρατού, 1821–1954 (en griego). Dirección Histórica del Ejército Griego. 2005. ISBN 960-7897-45-5.